# Моликпак
Платформа «Моликпак» — первая в России морская производственно-добывающая платформа ледового класса, установленная на шельфе Охотского моря в рамках проекта «Сахалин-2».

## История
Платформа «Моликпак» (ПА-А) была установлена на Астохской площади Пильтун-Астохского месторождения в Охотском море в сентябре 1998 года, в 16 км от побережья, глубина моря в месте установки составляет 30 м. До осени 2008 года она являлась главным объектом производственно-добывающего комплекса «Витязь». «Моликпак» представляет собой модернизированную буровую платформу ледового класса. Название «Моликпак» означает «большая волна» на языке эскимосов северной Канады, где эта платформа базировалась раньше (в море Бофорта). В 1998 году к основанию платформы «Моликпак» было добавлено 15-метровое промежуточное стальное основание, чтобы установить её в более глубоких водах у острова Сахалин.

## Конструкция
«Моликпак» состоит из кессона, центр которого заполнен песком, обеспечивающим эффективное закрепление платформы на морском дне. Основные рабочие зоны закрыты, в них предусмотрен контроль температуры и вентиляции. Оборудование, расположенное на открытом воздухе, оснащено средствами защиты от обледенения и низких температур. Жилые помещения рассчитаны на 132 постоянных и 32 сезонных рабочих. На платформе «Моликпак» применялся метод бурения с расширенным радиусом охвата отклонённых скважин с максимальным горизонтальным отклонением до 6 км и максимальной глубиной скважин до 6650 м.

## Основные параметры
- Основание: 111 м x 111 м
- Масса: 54 тыс. т
- Высота буровой вышки: 101 м
- Верхние строения: 73 м x 73 м
- Высота вертолётной палубы: 49 м
- Буровые окна: 32 буровых окна
- Эксплуатационные скважины: 13 нефтедобывающих скважин, одна скважина для нагнетания газа, четыре скважины для нагнетания воды и одна скважина для нагнетания бурового шлама.

## Производительность
Производительность платформы «Моликпак» составляет 90 000 баррелей (14,3 тысячи м³) нефти и 2,1 миллиона м³ попутного газа в сутки. Ранее платформа работала только в летние месяцы, круглогодичная добыча с «Моликпак» началась с 2008 года.
По состоянию на конец 2019 году фонд скважин платформы «Моликпак» составляли 17 нефтедобывающих, семь водонагнетательных и одна поглощающая скважина для обратной закачки буровых отходов в пласт. Среднесуточная добыча на платформе в 2019 году составила 5,33 тыс. т (39,31 тыс. барр.) нефти и 0,58 млн м3 попутного газа.

## Модернизация
В 2016 году компания продолжила эксплуатационное бурение с целью поддержания уровня добычи. Были пробурены две новые скважины:
- в мае 2016 году (впервые с 2005 году) нефтяная скважина в сводовую часть месторождения с заканчиванием по технологии Frac&Pack для предотвращения выноса песка;
- во второй скважине пробурён пилотный ствол с отбором керна с целью устранения существующих неопределённостей в вопросах геологии и разработки месторождения. После этого в скважине был пробурён и закончен боковой ствол для проведения оценки продуктивности и производительности неисследованных пластов.

В течение года произведено несколько внутрискважинных работ для восстановления герметичности, поддержания уровня добычи, а также проведения обязательного эксплуатационного контроля за работой скважин и заводнением.
Кроме ведения буровых работ и смежных операций компания продолжала контролировать разработку месторождения и эксплуатацию скважин, качество нагнетаемой жидкости для поддержания пластового давления (ППД) и работу системы закачки бурового шлама. В дополнение к этому проводился анализ геохимических маркеров, оценка состава проб добытой нефти и воды. На платформе осуществляется непрерывный контроль выноса песка и целостности скважин.
В течение года реализован ряд значительных проектов модернизации буровой установки (монтаж новой линии глушения и дросселирования и новой катушки бурового каната). Проведена инспекция буровой (проводится один раз в пять лет).

## Моликпак в 2018 году
В июле 2018 года исполнилось 19 лет с начала добычи нефти с платформы «Моликпак».
Первые девять лет, с 1999 года, добыча велась только в безледовый период. В 2008 г. началась круглогодичная добыча углеводородов.
По состоянию на конец 2018 года фонд скважин платформы «Моликпак» включал 16 нефтедобывающих, семь водонагнетательных и одну поглощающую скважины для обратной закачки буровых отходов в пласт. Среднесуточная добыча на платформе в 2018 году составила 6,50 тыс. т (47,88 тыс. барр.) нефти и 0,78 млн м³ попутного газа.
С начала разработки месторождения платформа ПА-А добыла более 38 млн т (более 281 млн барр.) нефти.
В 2018 году на Астохском участке Пильтун-Астохского месторождения в целях увеличения эффективности системы поддержания пластового давления (ППД) осуществлена зарезка бокового ствола в водонагнетательной скважине и пробурена дополнительная водонагнетательная скважина.
В 2018 году компания продолжала переводить скважины на газлифтный метод эксплуатации* для повышения уровня извлечения нефти, строить и вводить новые скважины в эксплуатацию, контролировать разработку месторождения, надёжную эксплуатацию фонда скважин, качество нагнетаемой жидкости для ППД и работу системы закачки бурового шлама. (*После прекращения фонтанирования вследствие нехватки пластовой энергии переходят на механизированный способ эксплуатации скважин, при котором вводят дополнительную энергию извне (с поверхности). Одним из них является газлифтный способ. Газлифт — система, состоящая из эксплуатационной (обсадной) колонны труб и опущенных в неё насосно-компрессорных труб, в которой подъём жидкости осуществляется с помощью сжатого газа (воздуха)).

## Моликпак в 2019 году
В июле 2019 года исполнилось 20 лет с начала добычи нефти с платформы «Моликпак» в рамках проекта «Сахалин-2».
На платформе «Моликпак» впервые в России была применена практика нулевого (минимального) сжигания попутного газа на факеле и нулевого сброса буровых отходов в морскую среду.
По состоянию на конец 2019 года фонд скважин платформы «Моликпак» включал 17 нефтедобывающих, семь водонагнетательных и одну поглощающую скважины для обратной закачки буровых отходов в пласт. Среднесуточная добыча на платформе в 2019 году составила 5,33 тыс. т (39,31 тыс. барр.) нефти и 0,58 млн м. попутного газа.
С начала разработки месторождения платформа ПА-А добыла более 40 млн т (более 295 млн барр.) нефти, включая 1,95 млн т (14,35 млн барр.) в 2019 году.
В 2019 году на Астохском участке Пильтун-Астохского месторождения с целью доразведки пластов пробурены пилотный и для добычи углеводородов — основной стволы эксплуатационной скважины.

## Моликпак в 2020 году
Среднесуточная добыча на платформе в 2020 г. составила 4,97 тыс. т (36,67 тыс. барр.) нефти и 0,53 млн м³ попутного газа. С начала разработки месторождения платформа ПА-А добыла более 41 млн т (более 308 млн барр.) нефти, включая 1,82 млн т (13,42 млн барр.) в 2020 году. 
На платформе «Моликпак» успешно выполнена работа по модернизации системы противопожарной и газовой защиты. Это повысило уровень защиты оборудования платформы. 
В 2020 г. компания продолжала обеспечивать эффективный контроль за разработкой месторождения, надёжной эксплуатацией фонда скважин, качеством нагнетаемой жидкости для поддержания пластового давления (ППД) и работой системы закачки бурового шлама.

## Моликпак в 2021 году
По состоянию на конец 2021 года эксплуатационный фонд скважин платформы «Моликпак» включал 16 нефтедобывающих, семь водонагнетательных и одну поглощающую скважину для обратной закачки буровых отходов в пласт.  
Среднесуточная добыча на платформе в 2021 году составила 4,09 тыс. т (30,17 тыс. барр.) нефти и 0,45 млн м³ попутного газа.  